# Gameland
Gameland es una empresa de medios rusa fundada en 1992 por Dmitri Agarunov. A lo largo de los años, publicó revistas como Strana Igr, Official PlayStation Rusia, Hacker, Iron, Hooligan, PC Games. Mantiene un sitio sobre videojuegos IGN Rusia.
A principios de la década de 2010, Gameland comenzó a cerrar gradualmente sus revistas. En 2011, PC Games y tres revistas deportivas Skipass, Onboard y Mountain Bike fueron cerrados, en 2012, Hooligan dejó de aparecer. Finalmente, en 2013, se cerraron la mayoría de las revistas de Gameland, incluidas Total DVD, Photomaster, Iron, Fast and the Furious, First. Second. Third, Digital Photo. Según Boris Khokhlov, editor en jefe de Total DVD, la razón principal del cierre fue la falta de publicidad. Existe un conflicto de alto perfil con el editor en jefe despedido de Digital Photo, Boris Muradov. A finales de 2013, se publicaron los últimos números de Total Football y Country of Games. En 2015, la revista Cross Stitch se cerró, pero Burda la compró a Gameland y reanudó la publicación.
Tras cerrar las revistas, la empresa se centró en la dirección en línea. En marzo de 2013, Gameland se convirtió en socio de la parte en ruso del sitio de juegos en inglés más grande del mundo IGN. Hasta el otoño de 2015, la mayoría de los exempleados del Strana Igr trabajaban en IGN Rusia. Además, Gameland opera el recurso de seguridad de TI más grande del país, xakep.ru, y un proyecto educativo para empresarios medianos «Own Business» (mybiz.ru).